# Cray
Cray Inc. — американська компанія, одна з основних виробників суперкомп'ютерів. Базується в Сіетлі, Вашингтон (штат), США.
8 листопада 2012 року компанією була створена і анонсована комп'ютерна платформа XC30. Під час розробки була відома як проєкт Cascade. Це перший представник суперкомп'ютерів Cray, заснований на процесорах Intel Xeon і третій, заснований на гібридних технологіях, де для обчислень поряд з центральними процесорами використовуються графічні процесори Nvidia Tesla або обчислювальні співпроцесори Xeon Phi.

## Історія
Cray Research, Inc. (CRI) була заснована в 1972 році проєктувальником комп'ютерів Сеймуром Креєм, від'єднавшись від компанії Control Data Corporation (CDC), де Сеймур Крей створив суперкомп'ютери CDC 6600 і CDC 7600 і розробляв модель CDC 8600. Роботи над CDC 8600 затягнулися, і проєкт виявився невдалим. Компанія CDC паралельно розробляла ще один проєкт - STAR-100, який показував всі ознаки успіху. Керівництво компанії CDC вирішило вкласти вкрай мізерні кошти в проєкт STAR-100, а проєкт CDC 8600 закрити. Сеймур Крей вирішив відокремитися від CDC, почати все з нуля в рамках своєї компанії Cray Research і розробити інший суперкомп'ютер на нових ідеях і принципах.
У 1975 році компанія представила публіці свій перший комп'ютер Cray-1. Керівники компанії на підставі попереднього досвіду припускали, що їм вдасться продати не більше дюжини машин Cray-1, але успіх машини був таким, що зрештою було продано більше 80 машин Cray-1. Це ще більше зміцнило славу Сеймура Крея як геніального інженера в області суперкомп'ютерів, а компанії принесло величезний фінансовий успіх. 17 березня 1976 року Cray Research провела IPO і стала публічною компанією. Поки Сеймур Крей 5 років працював над Cray-2, паралельна команда розробників на чолі з інженером Стівеном Ченом в 1982 році випустила на базі моделі Cray-1 суперкомп'ютер Cray X-MP. Це був перший багатопроцесорний векторний комп'ютер компанії Cray Research. З 1983 по 1985 рік Cray X-MP був найшвидшим комп'ютером в світі. У 1985 році публіці був представлений суперкомп'ютер Cray-2 з новаторською системою охолодження, який змістив Cray X-MP з п'єдесталу. Cray-2 чекала невдача, так як його продуктивність була не набагато вище, ніж у Cray X-MP (але в 10 разів вище, ніж у Cray-1). Головним достоїнством Cray-2 був великий обсяг дуже швидкої пам'яті. Коли модулі цієї пам'яті були встановлені в Cray X-MP, новий суперкомп'ютер, який вийшов в світ в 1988 році під назвою Cray Y-MP, легко обігнав Cray-2.
У 1987 році компанію покинув Стів Чен - розробник машин лінії Cray-Xxx. Керівництво компанії вирішило продовжити цю технологічну лінію, а розробка і виробництво суперкомп'ютера Cray-3 перейшли в окрему компанію, Cray Computer Corporation, що базується в Колорадо-Спрінгс (штат Колорадо) і очолену Сеймуром Креєм. Сеймур Крей працював над розробками компанії аж до своєї смерті в автомобільній аварії у вересні 1996 року в віці 71 року.
Компанія Cray Research з середини 1970-х до початку 1990-х міцно займала лідируюче положення на ринку суперкомп'ютерів, конкуруючи в цій ніші в основному з Control Data Corporation і її філією ETA Systems. Покупцями були секретні урядові наукові лабораторії, урядові служби безпеки і оборони США і країн НАТО, агентства прогнозу погоди США і країн Європи, науково-дослідні інститути.
У 2019 році компанію придбала Hewlett Packard Enterprise за 1,3 мільярда доларів.
18 листопада 2024 року Національне управління ядерної безпеки США (NNSA) представило суперкомп'ютер HPE Cray для використання в аналізі ядерної зброї та проєктуванні інерційного утримання термоядерного синтезу.